# Gaëtan Bong
Gaëtan Bong (1988. április 25.) kameruni válogatott labdarúgó, aki jelenleg Brighton játékosa.

## Pályafutása
A francia Metz együttesénél kezdte profi karrierjét 2006-ban. A 2008-2009-es szezont a másodosztályban szereplő Tours FC-nél töltötte kölcsönben.
2009. július 29-én, otthagyva régi klubját négy évre aláírt a Valenciennes FC csapatához.

## Válogatott
Tagja a dél-afrikai világbajnokságon részt vevő kameruni keretnek.

## Sikerei, díjai
- FC Metz
  - Ligue 2: 2006–07

- Olimbiakósz
  - Szúper Línga: 2013–14

## Külső hivatkozások
- Gaëtan Bong adatlapja a National-Football-Teams.com oldalon (angolul)

- Profilja a FIFA honlapján Archiválva 2010. június 14-i dátummal a Wayback Machine-ben
- Gaëtan Bong adatlapja a Soccerway oldalon (angolul)